# Blastobasis tanyptera
Blastobasis tanyptera é uma espécie de mariposa do gênero Blastobasis pertencente à família Coleophoridae.